# Daniel D. Joseph
Daniel Donald Joseph (* 26. März 1929 in Chicago, Illinois; † 24. Mai 2011) war ein US-amerikanischer Ingenieurwissenschaftler, der sich mit Hydrodynamik befasste.
Joseph erhielt 1950 seinen Master-Abschluss in Soziologie an der University of Chicago und studierte dann Maschinenbau (Mechanical Engineering) am Illinois Institute of Technology mit dem Bachelor-Abschluss 1959, dem Master-Abschluss 1960 und der Promotion 1963. Ab 1962 war er dort Assistant Professor und ab 1963 Assistant Professor für Flugzeugtechnik an der University of Minnesota, an der er 1968 eine volle Professur erhielt. Zuletzt war er dort Regents and Russell J. Penrose Professor.
Er befasste sich mit numerischer Simulation und Stabilität in der Hydrodynamik, insbesondere von viskosen und viskoelastischen Materialien und Strömungen (zum Beispiel von Erdölfluss in porösen Medien einschließlich Multiphasen-Fluss, Schäumen). Er war Berater verschiedener Firmen (wie Gilette, Schlumberger, Hoechst, Shell, Proctor-Gamble).
Er erhielt 1993 die Bingham Medal der Society of Rheology, 1990 die G. I. Taylor Medal, 1995 die Timoshenko Medal, 1999 den Hydrodynamik-Preis der American Physical Society. Er war Fellow der National Academy of Sciences (1991), der American Physical Society, der American Academy of Arts and Sciences (1993) und der National Academy of Engineering (1990). 1992 war er G. I. Taylor Lecturer in Cambridge.
Er war seit 1990 verheiratet und hatte drei Kinder.

## Schriften
- Stability of Fluid Motions, 2, Bände, Springer-Verlag, 1976
- mit Y. Renardy: Fundamentals of Two-Fluid Dynamics, 2 Bände, Springer Verlag 1993 (Teil 1: Mathematical Theory and Applications, Teil 2: Lubricated Transport, Drops and Miscible Liquids)
- mit G. Iooss: Elementary Stability and Bifurcation Theory, 2. Auflage, Springer Verlag 1997
- Fluid Dynamics of Viscoelastic Liquids, Springer Verlag 2007
- mit T. Funada, T., J. Wang: Potential Flows of Viscous and Viscoelastic Liquids, Cambridge University Press 2007